# Трамадол
Трамадол — лікарський засіб, центрально-активний опіоїдний знеболювальний, має змішаний механізм дії.
Має сильну анальгетичну активність, дає швидкий і тривалий ефект.[джерело?] Поступається за активністю морфіну за однакового дозування (застосовується відповідно у великих дозах). Належить до групи агоністів опіоїдних рецепторів. Ефективний при введенні всередину і парентерально.

Трамадол

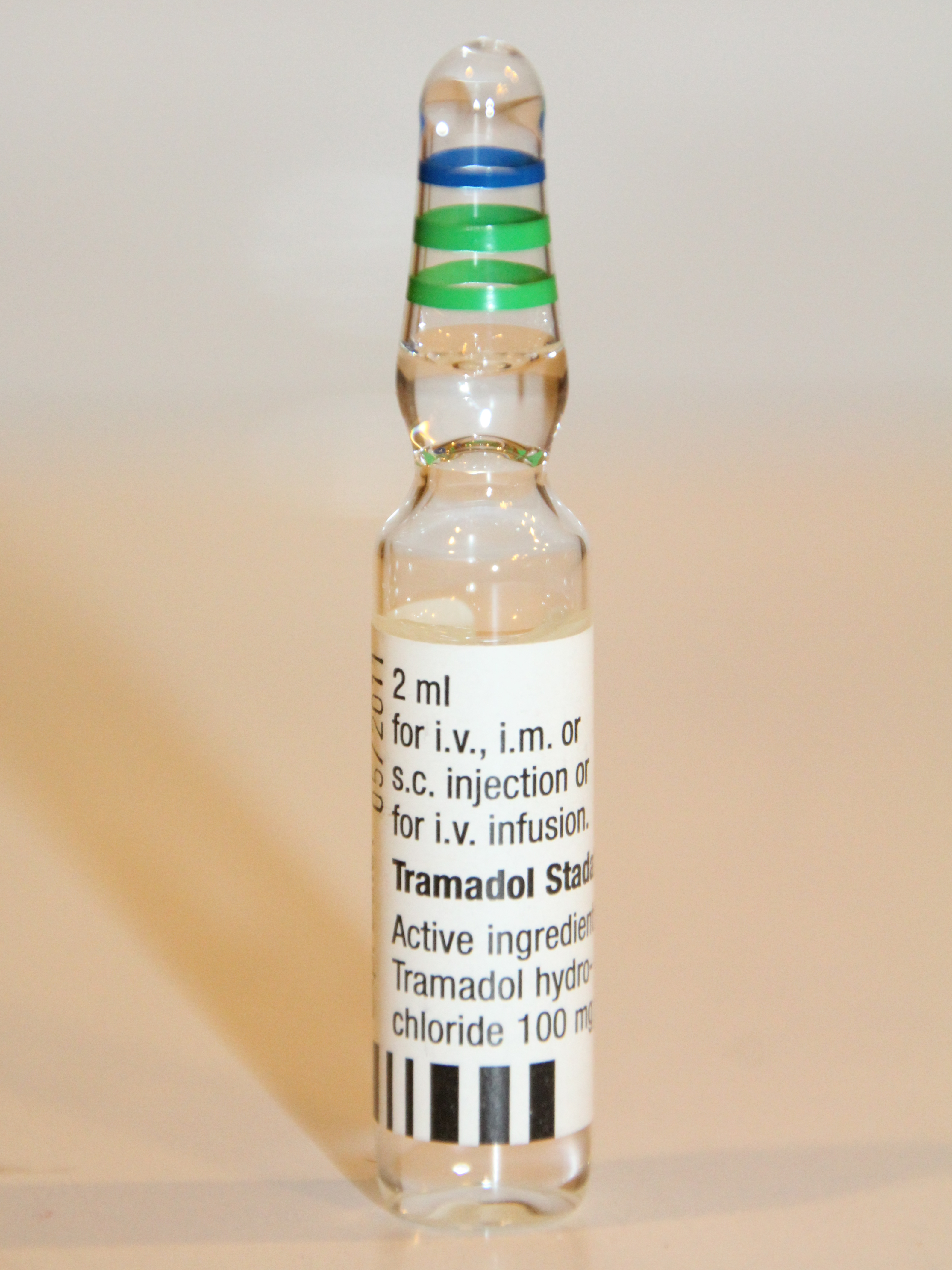
Tramadol HCl

Застосовують при лікуванні болю.

## Історія
Винайдений в 1962 році, коли співробітник німецької фармацевтичної компанії «Grunenthal» («Грюненталь») — доктор Курт Флік, синтезував молекулу трамадолу. Препарат, своєю появою, поклав початок створенню опіоїдних наркотичних анальгетиків.
Препарат швидко став найбільш рекомендованим у світі моноанальгетиком. З моменту створення препарату, він був виписаний більш ніж 70 мільйонам пацієнтів по всьому світу.
Опіоїдний синтетичний анальгетик, що володіє дією на центральну нервову систему і дією на спинний мозок (сприяє відкриттю K+ і Ca2+ каналів, викликає гіперполяризацію мембран і гальмує проведення больових імпульсів), посилює дію седативних лікарських засобів. Активує опіатні рецептори (μ-, Δ-, κ-) на пре-і постсинаптичних мембранах аферентних волокон ноцицептивної системи в головному мозку і шлунково-кишковому тракті. Уповільнює руйнування катехоламінів, стабілізує їх концентрацію в центральній нервовій системі. Трамадол є рацемічною сумішшю 2-х енантіомерів  — правообертаючих (+) і лівообертаючих (-), кожен з яких виявляє відмінну від іншого рецептору спорідненість. (+) Трамадол є селективним агоністом μ-опіатних рецепторів, а також вибірково гальмує зворотне захоплення серотоніну. (-) Трамадол гальмує зворотне захоплення норадреналіну. Моно-О-дезметилтрамадол (М1 метаболіт) також селективно стимулює μ-опіатні рецептори. Спорідненість трамадолу до опіоїдних рецепторів в 10 разів слабша, ніж у кодеїну, і в 6000 разів слабша, ніж у морфіну. Вираженість анальгетичної дії в 5-10 разів слабша морфіну. Анальгетична дія зумовлена зниженням активності ноцицептивної і збільшенням антиноцицептивної систем організму. У терапевтичних дозах незначно впливає на гемодинаміку і дихання, не змінює тиску в легеневій артерії, незначно уповільнює перистальтику кишечнику, не викликаючи при цьому запорів. Чинить деяку протикашльову і седативну дію. Пригнічує дихальний центр, збуджує пускову зону блювотного центру, ядра окорухального нерва. При тривалому застосуванні можливий розвиток толерантності. Анальгетична дія розвивається через 15-30 хвилин після прийому всередину і триває до 6 год.

## Фармакологічні властивості
Має анальгетичну та протикашльову дію.
Неселективний чистий агоніст опіоїдних µ-, d- і ĸ-рецепторів з максимальною спорідненістю до µ-рецепторів. Інгібує зворотнє захоплення норадреналіну в нейронах і посилення серотонінергічної відповіді. Аналгетичні дози трамадолу у широкому діапазоні не пригнічують дихання, слабше гальмується моторика ШКТ; вплив на СС систему слабкий.
Активність трамадолу оцінюється у діапазоні від 1/10 до 1/6 активності морфіну.

### Фармакокінетика
Абсорбція — 90%; біодоступність — 68% при прийомі всередину (збільшується при багаторазовому застосуванні), 70% — при ректальному прийомі, при внутрішньом'язовому введенні — 100%. TCmax після прийому всередину таблеток — 2 год, при прийомі крапель — 1 год, при внутрішньом'язовому введенні — 45 хв, М1 метаболіту — 3 год. Проникає через гематоенцефалічний бар'єр і плаценту, 0.1% виділяється з грудним молоком. 
Обсяг розподілу — 203 л при внутрішньовенному введенні і 306 л — при пероральному. 
Зв'язок з білками плазми — 20%. У печінці метаболізується шляхом N-і О-деметилювання з подальшою кон'югацією з глюкуроновою кислотою.
Виявлено 11 метаболітів, з яких моно-О-дезметілтрамадол (М1) має фармакологічну активність. 
У метаболізмі препарату бере участь ізофермент CYP2D6. 
T1 / 2 у другій фазі — 6 год (трамадол), 7.9 год (моно-О-дезметілтрамадол); у пацієнтів старше 75 років — 7.4 год (трамадол); при цирозі печінки — 13.3 ± 4.9 год (трамадол), 18.5 ± 9.4 год (моно-О-дезметілтрамадол), у важких випадках — 22.3 год і 36 год відповідно. 
T1 / 2 при хронічній нирковій недостатності (КК менше 5 мл / хв) — 11 ± 3.2 год (трамадол), 16.9 ± 3 год (моно-О-дезметілтрамадол), у важких випадках — 19.5 год і 43.2 год відповідно. 
Виводиться нирками (25-35% у незміненому вигляді), середній кумулятивний показник ниркового виведення — 94%. 
Близько 7% виводиться за допомогою гемодіалізу.

## Покази
Застосовують для лікування помірного та помірно сильного болю.

## Протипоказання
Підвищена чутливість до трамадолу або до компонентів ЛЗ; гостра алкогольна інтоксикація; гостре отруєння снодійними, анальгетичними, опіоїдними або психотропними ліками; важка печінкова/ниркова недостатність (кліренс креатиніну <10 мл/хв); одночасне застосування інгібіторів МАО (та 2 тижні після їх відміни); епілепсія, що не контролюється лікуванням; симптом відміни наркотиків; не застосовується для лікування опіоїдної залежності.

## Побічна дія
Нудота, запаморочення, головний біль; тахікардія, ортостатична гіпотензія, серцево-судинний колапс, відчуття серцебиття, артеріальна гіпертензія, брадикардія; запаморочення, затьмарення свідомості, зміна апетиту, парестезії, тремор, пригнічення дихання, епілептиформні напади, мимовільне посмикування м'язів, порушення координації, синкопе, розлад сну (безсоння, сонливість), порушення мовлення; галюцинації, жахи, судоми, тривожність; затуманення зору, мідріаз; поклики до блювання, блювання, запор, діарея, сухість слизових оболонок, відрижка, подразнення слизової оболонки шлунково-кишкового тракту; дистонія, задишка, бронхіальна астма; підвищена пітливість, шкірні реакції (почервоніння, кропив'янка, свербіж); м'язова слабкість; підвищення печінкових ферментів; утруднення сечовипускання/затримка сечі, дизурія; втомлюваність, АР (дистонія, бронхоспазм, ангіоневротичний набряк, охриплість голосу), анафілаксія, порушення смаку, слабкість, загальмованість, зниження швидкості реакції, порушення менструального циклу; абстинентний синдром; зміна настрою (ейфорія, дисфорія), зміна активності (зниження/підвищення), зміна когнітивних функцій, наприклад сприйняття (процес прийняття рішення, розлади сприйняття); залежність.